# Bomb the Music Industry!
I Bomb the Music Industry! (nome comunemente abbreviato in Bomb o BtMI!) sono stati un gruppo musicale statunitense originario di Baldwin (New York) e attivo dal 2004 al 2014.
Band nota per la sua etica "fai da te", distribuivano la loro musica tramite un modello "paga quello che vuoi" e suonavano principalmente spettacoli a prezzi accessibili e per tutte le età, creando un ambiente accessibile a tutti e collaborativo per i fan.
La band era guidata dal cantautore, polistrumentista e produttore Jeff Rosenstock.

## Discografia

### Album in studio
- 2005 – Album Minus Band – Quote Unquote Records (digitale) / Asbestos Records (vinile) / Asian Man Records (vinile)
- 2005 – To Leave or Die in Long Island – Quote Unquote Records (digitale) / Asbestos Records (vinile)/ Asian Man Records (vinile)
- 2006 – Goodbye Cool World! – Quote Unquote Records (digitale) / Asbestos Records (vinile) / Asian Man Records (vinile)
- 2007 – Get Warmer – Quote Unquote Records (digitale) / Asian Man Records (CD/vinile)
- 2009 – Scrambles – Quote Unquote Records (digitale) / Asian Man Records (CD/vinile)
- 2010 – Adults!!!: Smart!!! Shithammered!!! And Excited by Nothing!!!!!!! – Quote Unquote Records (digitale) / Really Records (vinile)
- 2011 – Vacation (2011) – Quote Unquote Records (digitale) / Ernest Jenning Record Co. / Really Records (CD/vinile)

### EP/Split
- 2006 – Presidents Day Split 7″ – Asbestos Records (vinile)
- 2007 – Bomb the Music Industry! / O Pioneers!!! Split 10" – Quote Unquote Records (digitale) / Team Science (CD) / Asbestos Records (vinile)
- 2009 – Under the Influence Vo. 3 Split 7" w/ Mustard Plug – Suburban Home Records (vinile)
- 2009 – Others! Others! Volume 1 – Quote Unquote Records (Digitale)
- 2009 – Bomb the Music Industry! / Laura Stevenson Split 7" – Quote Unquote Records (digitale) / Kiss of Death Records (vinile)
- 2010 – Everybody That You Love 7" – Quote Unquote Records (digitale) / Paper + Plastick (vinile)
- 2011 – Ska is Dead, Vol. 6 Split 7" w/ The Slackers (2011) – Asbestos Records (vinile)